# 小松川千本桜
小松川千本桜（こまつがわせんぼんさくら）は、東京都江戸川区小松川の荒川沿いに並ぶ約2kmに渡る桜並木である。荒川のスーパー堤防整備に合わせて、南北約2キロに渡り1000本余りの桜が植栽。春には「小松川千本桜まつり」が開催される。区が植栽を進め2003年に完成。ソメイヨシノ、オオシマザクラ、ヤマザクラ等30種類の桜が咲き、都内有数の桜の名所とされる。荒川のスーパー堤防上の広場には桜以外にも四季折々の花が植栽されている。

## 歴史
スーパ－堤防整備事業に伴い出来たオープンスペースの活用案として、国土交通省が小松川千本桜を構想した。スーパー堤防を整備するにあたり、新たな街並み造ることが検討されることとなり、考案されたのが「都内最大級のサクラの名所を作ろう」となり「小松川千本桜」構想が考えられることとなった。
1987年から施工。国土交通省の荒川スーパー堤防整備事業（洪水や地震に強い街を目指し、市街地側を盛土し、傾斜が緩やかで幅の広い堤防を整備する事業）によるオープンスペースに江戸川区が1992年から10年の歳月をかけて植栽を始めた。小松川二～三丁目地先。南北2キロメートルに渡る。
2003年3月23日に完成となり、種類や本数から都内でも有数の桜の名所となった。
2025年現在、江戸川区のデータでは1048本の桜があり、江戸川区内では最も多い本数を有する桜並木となる。

## イベント
2004年「小松川千本桜を愛する会」が設立され、毎年「小松川千本桜まつり」が開催されている。2012年には小松川千本桜を愛する会が、「地域で育てよう桜の文化 日本一の桜名所づくり」で平成24年度「手づくり郷土賞」を受賞している。
またこのエリアでは桜の季節以外でもバーベキュー場として、有料で区画レンタルを行っている。

## 高規格堤防
小松川千本桜がある高規格堤防（スーパー堤防）は、荒川と隅田川に挟まれた亀戸、大島、小松川地区の水害対策として形成された。防災拠点として災害時の避難場所になるだけではなく、緊急河川敷道路や荒川から車、船により災害物資を運ぶこともできる。また、スーパー堤防には住宅も建てられている。

## 見頃
江戸川区サクラガイドブックによれば桜の見頃は以下の通りである。
- 2月下旬（カンザクラ）
- 3月上旬（カワヅザクラ、カンザキオオシマ）
- 3月中旬（カンヒザクラ）
- 3月下旬（ソメイヨシノ、オカメ、ケイオウザクラ、エドヒガン、コヒガン）
- 4月上旬（オオヤマザクラ、オオシマザクラ、ウスゲオオシマ、アカミオオシマ、ヨウコウ）
- 4月中旬（アマノガワ、アリアケ、イチヨウ、ウコン、エド、オモイガワ、ジョウニオイ、センダイヨシノ、ヤエベニシダレ、ヤマザクラ）
- 4月下旬（カンザン、カスミザクラ、フクロクジュ、スルガダイニオイ、ショウゲツ、ギョイコウ、フゲンソウ）（見頃は目安[17]。）

## アクセス
- 都営地下鉄新宿線「東大島駅」徒歩3分[10]
- 都バス 「小松川三丁目」徒歩6分[10]